# SABU 〜さぶ〜
『SABU』（さぶ）は、「名古屋テレビ開局40周年記念」として制作され、テレビ朝日系列で2002年5月14日20:00 - 21:48に放送された単発のテレビドラマ。

## 概要
山本周五郎の小説『さぶ』を原作とした青春時代劇である。全編35mmフィルム収録。キャッチコピーは「復讐と人間不信の栄二を救ったのは、さぶの熱い友情だった…」
平均視聴率は7.7%（関東地区）とふるわなかったものの、第40回ギャラクシー賞選奨、第29回放送文化基金賞番組部門テレビドラマ番組賞、第57回文化庁芸術祭優秀賞、日本民間放送連盟賞優秀賞を受賞をするなど高い評価を得た。
反響の大きさから、キネマ旬報社の配給により全国4ヵ所で劇場公開された。新宿武蔵野館の10月5日を皮切りに、11月9日に動物園前シネフェスタ、11月30日に名古屋ピカデリー4・札幌ディノスシネマで公開された。劇場公開版には未放送のシーンが追加され、121分になっている。同年9月17日から、渋谷ハチ公前の大型ビジョンで15分間のダイジェスト・ビデオが放映されていた。2003年2月22日にDVDが発売されている。

## キャスト
- 栄二 - 藤原竜也
- さぶ - 妻夫木聡
- おのぶ - 田畑智子
- おすえ - 吹石一恵
- 岡安喜兵衛 - 沢田研二
- 松田権蔵 - 六平直政
- 小島良二郎 - 山田辰夫
- 与平 - 有薗芳記
- 女衒の六 - 堀部圭亮
- 義一 - 遠藤憲一
- 才次 - 山口祥行
- 金太 - 玉木宏
- 万吉 - 合田雅吏
- おかめ - 八木小織
- おその - 西山繭子
- 徳 - 田中要次
- おせえ - 林知花
- 儀兵衛 - 石丸謙二郎
- 平蔵 - 大杉漣

## スタッフ
- 製作：名古屋テレビ放送、電通、セディックインターナショナル
- 監督：三池崇史
- 脚本：竹山洋
- 原作：山本周五郎
- 撮影：山本英夫
- 音楽：遠藤浩二
- 録音：小原善哉
- 美術：松宮敏之
- 照明：小野晃
- 編集：島村泰司
- 音響効果：アルカブース
- ネガ編集：三陽編集室
- タイトル：島田プロダクション
- MA：アオイスタジオ
- 現像・テレシネ：IMAGICA
- 製作者：松本国昭（名古屋テレビ）、松下康（電通）
- 企画：池上司（電通）、中澤敏明（セディックインターナショナル）
- ラインプロデューサー：前田茂司（楽映舎）
- プロデューサー：原口淳（名古屋テレビ）、菅原章（電通）、古田浩二
- 製作協力：楽映舎、東映京都撮影所